# Всеобщие выборы в Гондурасе (2021)
Всеобщие выборы 2021 года в Гондурасе прошли 28 ноября. На выборах избирались президент, 128 депутатов Национального конгресса Гондураса, 20 депутатов Центральноамериканскогой парламента от Гондураса, 298 мэров и 298 вице-мэров, а также 2092 члена местных муниципалитетов.
После голосования оба основных кандидата Сиомара Кастро и Насри Асфура заявили о своей победе в то время, когда ещё продолжался подсчёт голосов. 30 ноября Асфура и его Национальная партия признали победу Кастро. 1 декабря США поздравили Сиомару Кастро с победой на выборах. В результате победа Кастро впервые ознаменовала победу женщины на президентских выборах в стране, а парламентские выборы положили конец 12-летнему правлению Национальной партии.

## Предвыборная обстановка
Президент Хуан Орландо Эрнандес был избран в 2013 году, одержав победу над Сиомарой Кастро, а затем был переизбран в 2017 году после введения конституционной поправки, позволившей ему баллотироваться на второй срок. Переизбрание Эрнандеса вызвало широкие протесты, продолжавшиеся вплоть до декабря 2018 года.

## Избирательная система
Президентом Гондураса избирается кандидат, получивший наибольшее число голосов. Депутаты Национального конгресса Гондураса избираются по открытым партийным спискам по системе пропорционального представительства в 18 многомандатных округах, основанных на департаментах Гондураса, в которых количество мест зависит от количества жителей округа и варьирует от 1 до 23 мест. Места распределяются согласно методу Хэра.

## Основные кандидаты в президенты
- Насри Асфура — мэр столицы Гондураса Тегусигальпы и член правящей правой Национальной партии[7]. Во время кампании Асфура дистанцировался от скандального предполагаемого участия президента Хуана Орландо Эрнандеса в схемах незаконного оборота наркотиков, которыми занимался брат Эрнандеса. Асфура известен своими сторонниками как «Papi a la orden» или «Папа к твоим услугам»[8]. В предвыборную кампанию Асфуры входили приоритетное внимание модернизации инфраструктуры и создание рабочих мест. Кроме того, он обещал поддержку бизнесу, здравоохранению, образованию и производственному сектору[8].

- Сиомара Кастро, первая леди Гондураса в 2006—2009 годах, была кандидатом в президенты от левой Партии свободы и перестройки на президентских выборах 2013 года, на которых заняла второе место после Эрнандеса. Кастро основала партию вместе с мужем президентом Мануэлем Селайей после того, как последний был свергнут в результате государственного переворота в 2009 году[7]. Предвыборная платформа Кастро содержала 30 пунктов и включала референдум по новой конституции, установление дипломатических отношений с Китайской Народной Республикой, создание поддерживаемой ООН антикоррупционной комиссии по образцу Международной комиссии по борьбе с безнаказанностью в Гватемале (CICIG) и продвижение прав женщин. По экономическим вопросам Кастро выступала против полуавтономных зон свободной торговли ZEDES, продвигаемых Хуаном Орландо Эрнандесом, и поддерживала социальные программы по борьбе с бедностью, сохраняя при этом хорошие отношения с частным сектором. Она также предлагала реформу законов о безопасности, обороне, коалиции и конфиденциальности[9][10].

- Яни Розенталь — член центристской Либеральной партии Гондураса, бизнесмен. В 2017 году Яни был приговорён к трём годам тюремного заключения в США за отмывание денег, полученных от продажи наркотиков, и был освобожден в 2020 году как раз вовремя, чтобы начать свою президентскую кампанию[7].

- Сальвадор Насралла был кандидатом в президенты на выборах 2013 и 2017 годов и планировал баллотироваться от Партии спасителей Гондураса[7], но отказался от участия в выборах 13 октября, чтобы стать кандидатом на пост вице-президента в паре с Сиомарой Кастро[11].

- Сантос Родригес Орельяна, независимый кандидат, арестованный по обвинениям в незаконном обороте наркотиков и убийстве[12].

## Результаты

### Президентские выборы
| Кандидат                                          | Кандидат                            | Партия                               | Голоса    | %     |
| ------------------------------------------------- | ----------------------------------- | ------------------------------------ | --------- | ----- |
|                                                   | Сиомара Кастро                      | Партия свободы и перестройки         | 1 709 081 | 50,63 |
|                                                   | Насри Асфура                        | Национальная партия                  | 1 229 787 | 36,43 |
|                                                   | Яни Розенталь                       | Либеральная партия                   | 336 115   | 9,96  |
|                                                   | Милтон Бенитес                      | Гуманный Гондурас                    | 12 938    | 0,38  |
|                                                   | Ромео Васкес Веласкес               | Гондурасский патриотический альянс   | 9910      | 0,29  |
|                                                   | Альфонсо Диас Нарваес               | Партия демократической унификации    | 9892      | 0,29  |
|                                                   | Карлос Маурисио Портильо            | Христианско-демократическая партия   | 9258      | 0,27  |
|                                                   | Келин Перес Гомес                   | Широкий фронт                        | 9147      | 0,27  |
|                                                   | Марлон Эското                       | Мы все гондурасцы                    | 8648      | 0,26  |
|                                                   | Эсдрас Амадо Лопес                  | Новая дорога                         | 8496      | 0,25  |
|                                                   | Лемпира Куаутемок Вьяна             | Партия демократического освобождения | 8161      | 0,24  |
|                                                   | Александер Мира                     | Партия спасителей Гондураса          | 8135      | 0,24  |
|                                                   | Хосе Кото Гарсиа                    | Движение ко-солидарности             | 6754      | 0,20  |
|                                                   | Хулио Лопес Касака                  | Антикоррупционная партия             | 4796      | 0,14  |
|                                                   | Сантос Орландо Родригес Орельяна    | Независимое движение чести и надежды | 4285      | 0,13  |
| Всего                                             | Всего                               | Всего                                | 3 375 403 | 100   |
| Действительных бюллетеней                         | Действительных бюллетеней           | Действительных бюллетеней            | 3 375 403 | 93,77 |
| Недействительных/пустых бюллетеней                | Недействительных/пустых бюллетеней  | Недействительных/пустых бюллетеней   | 224 154   | 6,23  |
| Всего                                             | Всего                               | Всего                                | 3 599 557 | 100   |
| Зарегистрированных избирателей/Явка               | Зарегистрированных избирателей/Явка | Зарегистрированных избирателей/Явка  | 5 182 425 | 69,46 |
| Источник: CNE (после подсчёта 98,83 % бюллетеней) |                                     |                                      |           |       |

### Парламентские выборы
|                                     |                                                 |         |     |      |     |  |  |  |  |  |  |  |  |  |
| Партия                              | Партия                                          | Голосов | %   | Мест | +/- |  |  |  |  |  |  |  |  |  |
|                                     | Партия свободы и перестройки                    |         |     | 51   | ▲21 |  |  |  |  |  |  |  |  |  |
|                                     | Национальная партия                             |         |     | 40   | ▼21 |  |  |  |  |  |  |  |  |  |
|                                     | Либеральная партия                              |         |     | 21   | ▼5  |  |  |  |  |  |  |  |  |  |
|                                     | Партия спасителей Гондураса                     |         |     | 14   | ▲14 |  |  |  |  |  |  |  |  |  |
|                                     | Христианско-демократическая партия              |         |     | 1    | ▬   |  |  |  |  |  |  |  |  |  |
|                                     | Антикоррупционная партия                        |         |     | 1    | ▬   |  |  |  |  |  |  |  |  |  |
|                                     | Партия обновления и единства — Социал-демократы |         |     | 0    | ▼4  |  |  |  |  |  |  |  |  |  |
|                                     | Гондурасский патриотический альянс              |         |     | 0    | ▼4  |  |  |  |  |  |  |  |  |  |
|                                     | Партия демократической унификации               |         |     | 0    | ▼1  |  |  |  |  |  |  |  |  |  |
|                                     | Широкий фронт                                   |         |     | 0    | ▬   |  |  |  |  |  |  |  |  |  |
|                                     | Новая дорога                                    |         |     | 0    | ▬   |  |  |  |  |  |  |  |  |  |
|                                     | Движение ко-солидарности                        |         |     | 0    | ▬   |  |  |  |  |  |  |  |  |  |
|                                     | Партия демократического освобождения            |         |     | 0    | ▬   |  |  |  |  |  |  |  |  |  |
|                                     | Мы все гондурасцы                               |         |     | 0    | ▬   |  |  |  |  |  |  |  |  |  |
|                                     |                                                 |         |     |      |     |  |  |  |  |  |  |  |  |  |
| Действительных бюллетеней           |                                                 |         |     |      |     |  |  |  |  |  |  |  |  |  |
| Недействительных/пустых бюллетеней  |                                                 |         |     |      |     |  |  |  |  |  |  |  |  |  |
| Всего                               | Всего                                           |         | 100 | 128  | ▬   |  |  |  |  |  |  |  |  |  |
| Не участвовало                      |                                                 |         |     |      |     |  |  |  |  |  |  |  |  |  |
| Зарегистрированных избирателей/Явка |                                                 |         |     |      |     |  |  |  |  |  |  |  |  |  |